# Труфанець
Тру́фанець (Трофанець) — водоспад в Українських Карпатах. Гідрологічна пам'ятка природи місцевого значення. Вважається найвищим природним водоспадом Закарпаття  .

## Розташування
Розташований на південно-східних схилах гірського масиву Свидовця, в межах Рахівського району Закарпатської області, неподалік від південної околиці смт Ясіні (при автошляху Н 09). 
Труфанець розташований у пригирловій частині річки Труфанця (права притока Чорної Тиси, басейн Дунаю). 

## Короткий опис
Загальна висота водоспаду — 36 м. Довжина потоку — 2830 м. У лісовому поясі він частково (230 м) протікає під землею. Утворює кілька каскадів. Складається з численних (понад 5) каскадів. Утворений на місці виходу на поверхню стійких до ерозії пісковиків. Потік бере початок у субальпійському поясі на висоті 1720 м біля підніжжя гори Близниця. При підніжжі водоспаду було влаштовано оглядовий майданчик-альтанку. У 2019 році альтанка перегнила, наразі відбувається реконструкція.
Труфанець має чимале естетично-рекреаційне значення. 
У 1997 році увійшов до складу Карпатського біосферного заповідника. 

## Світлини та відео

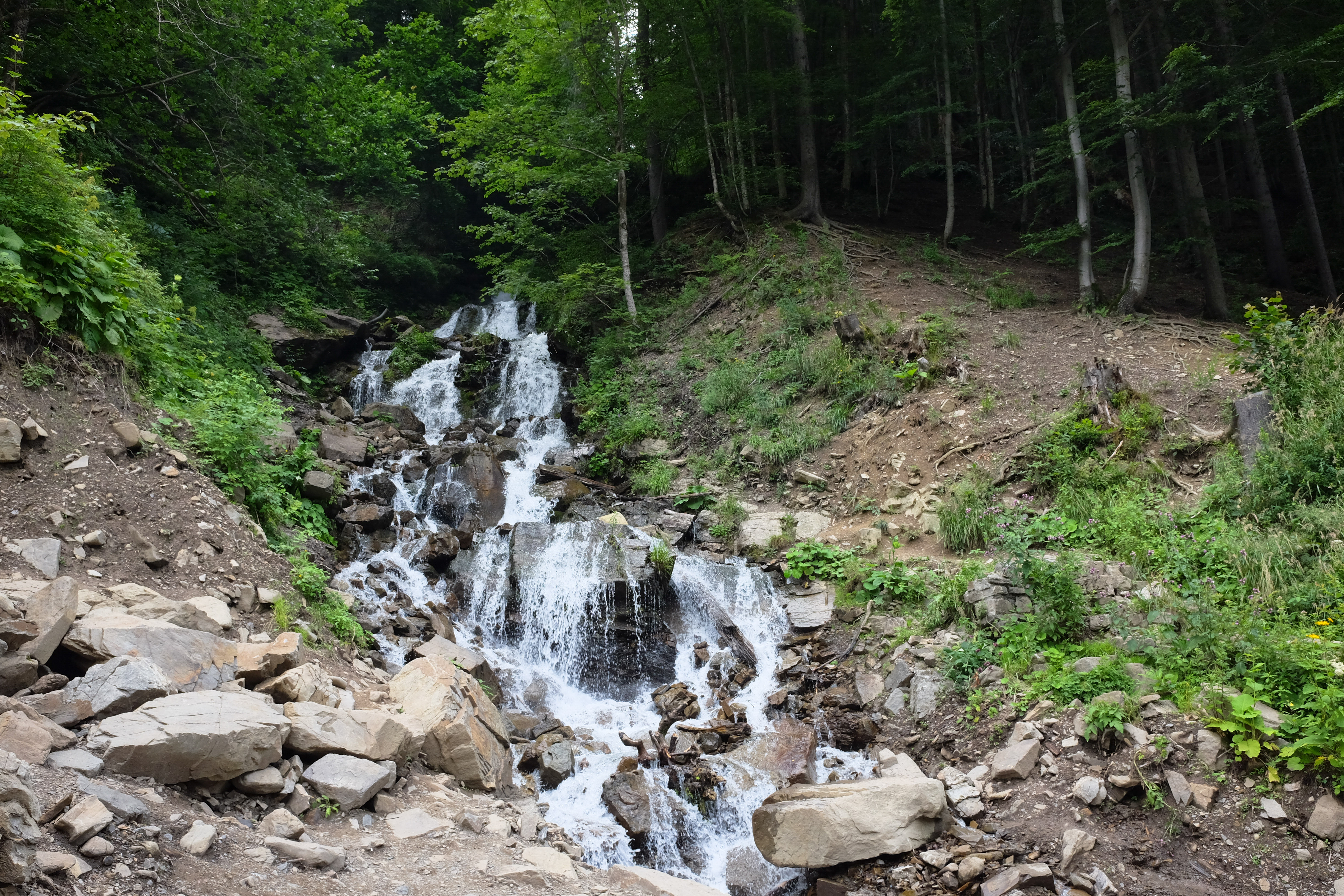
Загальний вид на водоспад
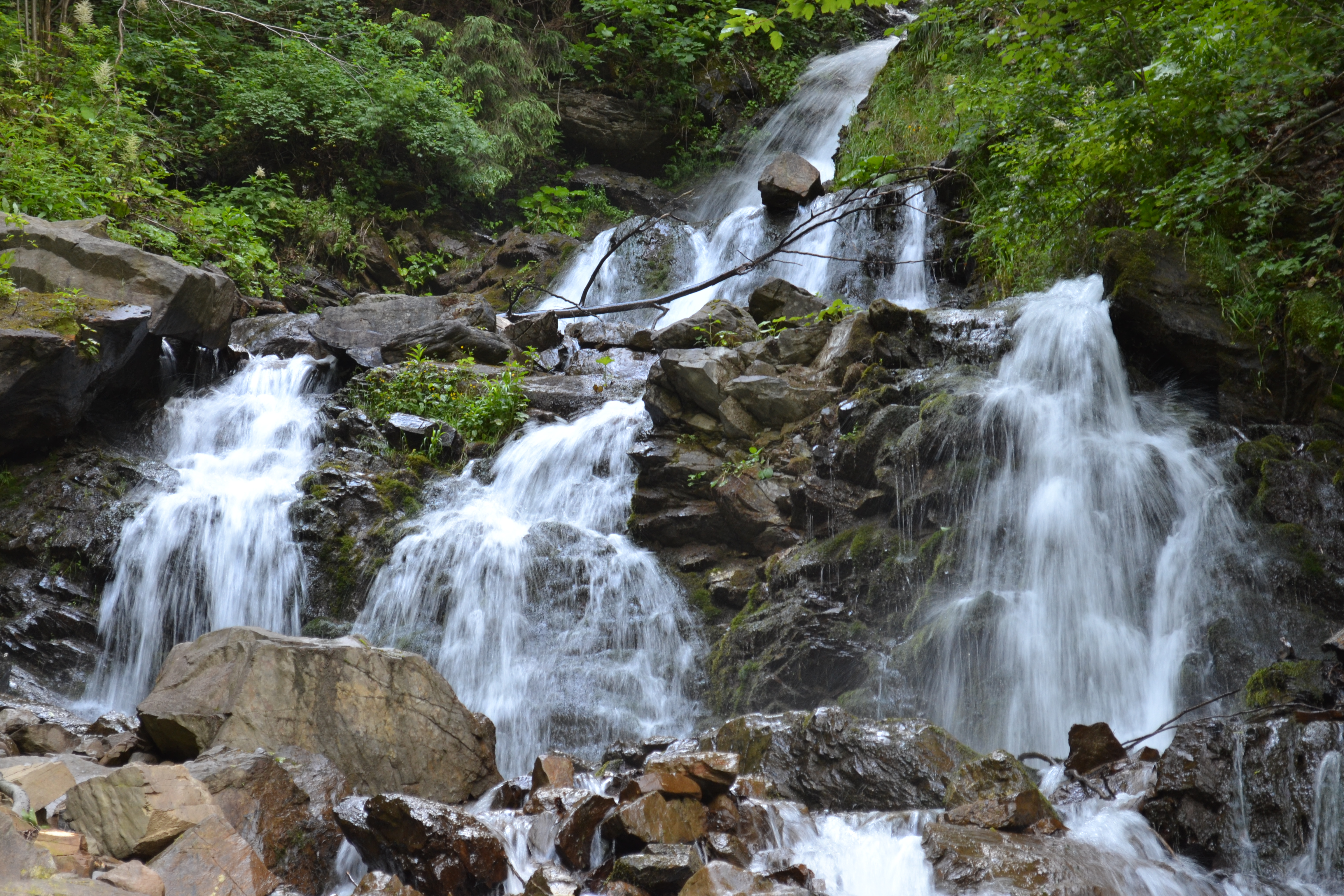
Водоспад влітку
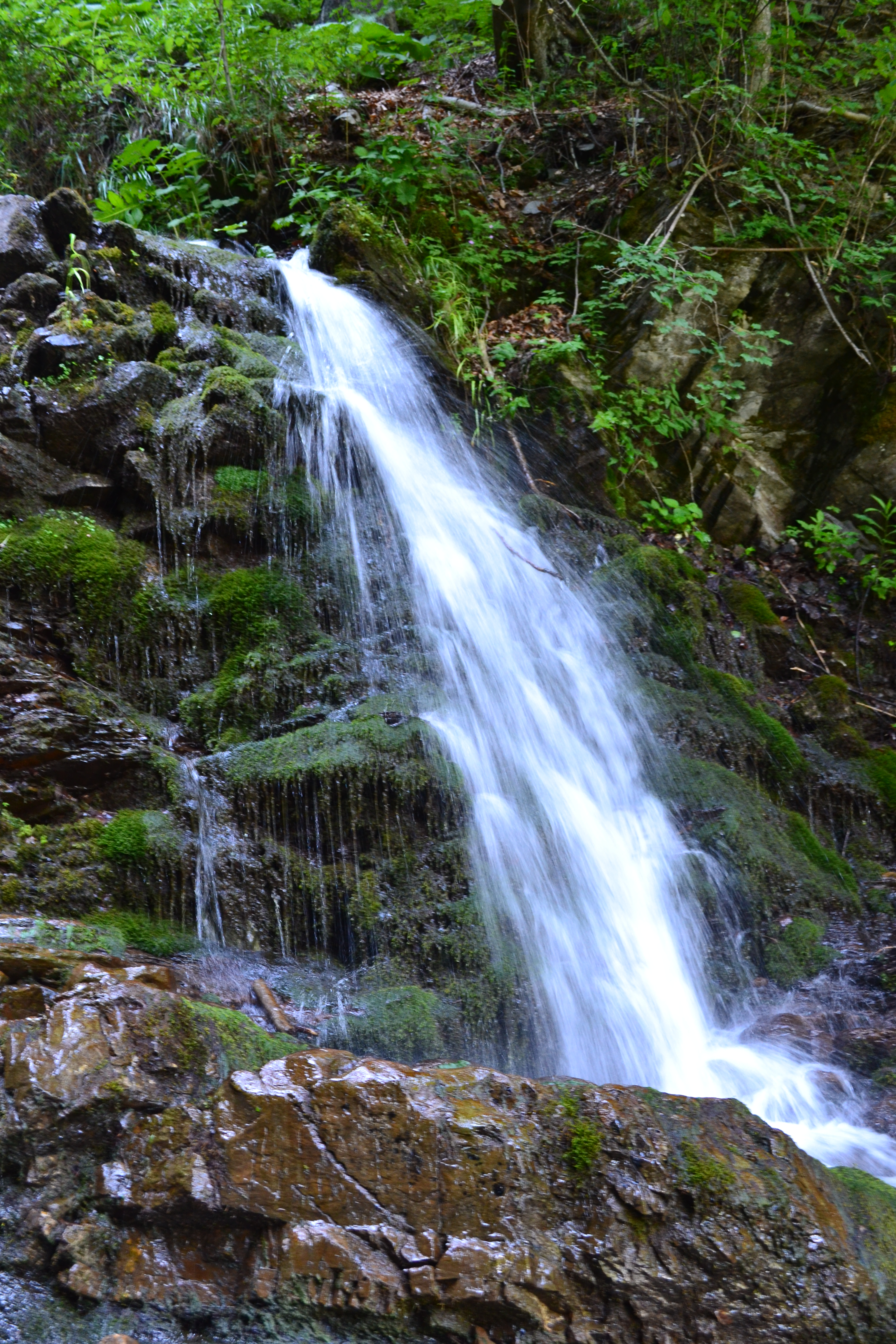
Верхній каскад
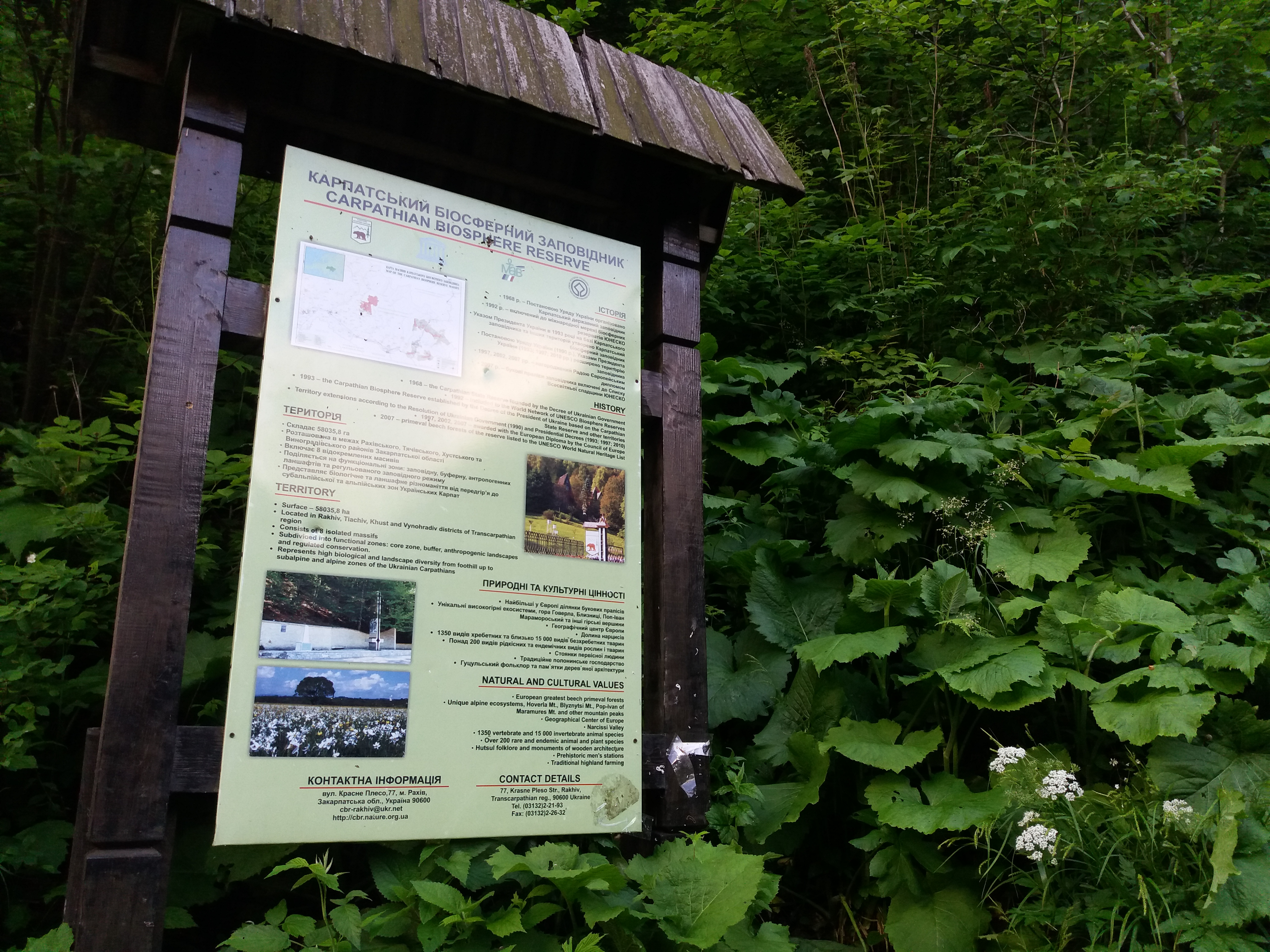
Табличка біля водоспаду
- Відео водоспаду